# Quantité vocalique

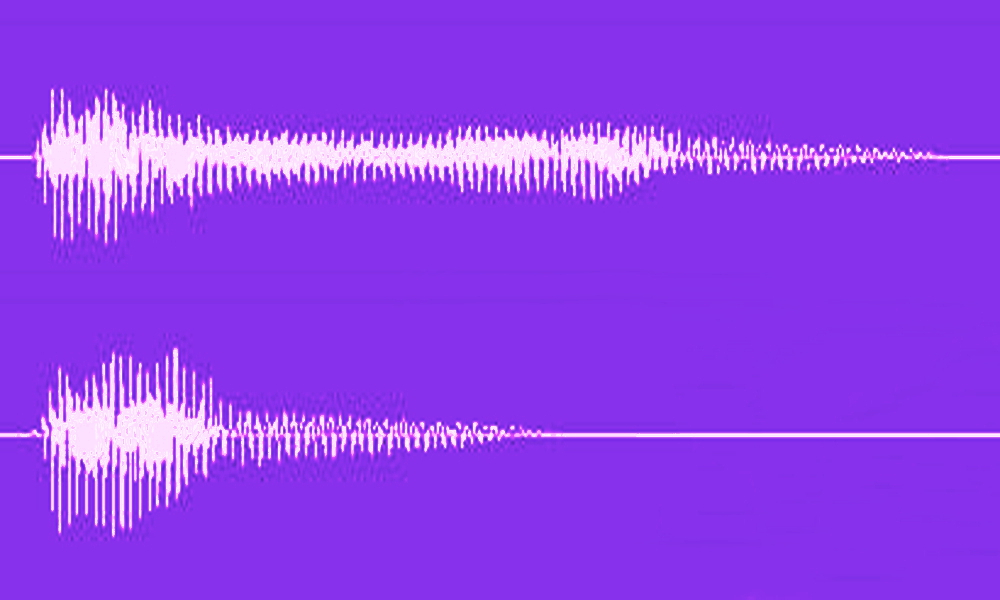
Comparaison entre les mots allemands Bahn et Bann : le premier (en haut) est prononcé avec un [aː] long, le second (au-dessous) avec un [a] bref.

La quantité vocalique est la longueur ou durée d'une voyelle. En effet, une voyelle peut être brève ou longue ; de nombreuses langues, notamment le latin classique, l'arabe et le grec ancien, font usage de cette distinction dans leur phonologie.
La quantité vocalique est généralement marquée en philologie par un signe diacritique : une brève pour les voyelles brèves (Ă, ă) et un macron pour les voyelles longues (Ā, ā).
Dans l'alphabet phonétique international, la quantité des voyelles est indiquée comme suit :
| modification | allongement | allongement | allongement | allongement | aucune | aucune | amuïssement |
| --- | ----------- | ----------- | ----------- | ----------- | ------ | ------ | ----------- |
| quantité | long        | long        | mi-long     | mi-long     | bref   | bref   | extra-bref  |
| signe | chrone      | chrone      | semi-chrone | semi-chrone | aucun  | aucun  | brève       |
| exemples | aː          | tː          | aˑ          | tˑ          | a      | t      | ă           |
| Notes: 1. Le deux-points est souvent employé à la place du chrone, par exemple [a:] au lieu de [aː]. 2. Les notations phonémiques s'écartent souvent de la notation API et utilisent un macron pour les syllabes longues. |             |             |             |             |        |        |             |

Par exemple, Pose cette rose !, phonologiquement /poz sɛt ʁoz/, est souvent réalisé en français familier [poˑzˈsɛtˈʁ̥oːz] / en français parisien [poˑsːɛtˈʁ̥oːz][réf. souhaitée].